# マガン属
マガン属（マガンぞく、Anser）は、鳥綱カモ目カモ科に分類される属。

## 分布
北半球北部や北極圏で繁殖し、温帯域へ南下して越冬する。

## 形態
科内では大型種で構成される。
嘴は分厚く縁が鋸状になり、陸上で草本を食べるのに適している。嘴の色彩は橙色やピンク色の種が多いが、色彩が黒い種もいる。後肢はやや長く、趾の間には水かきがあまり発達しない。

## 分類
以下の分類・英名は、IOC World Bird List (v11.1)に従う。一方でBirdLife Internationalでは2020年の時点でヒシクイA. fabalisを2種（A. fabalis, A. serrirostris）に分割せず、1種にまとめている。和名は分類に変更があるものを除いて、日本鳥類目録 改訂第7版に従う。
- Anser albifrons マガン Greater white-fronted goose
- Anser anser ハイイロガン Greylag goose
- Anser brachyrhynchus  Pink-footed goose
- Anser caerulescens  Snow goose
- Anser canagicus ミカドガン Emperor goose
- Anser cygnoides サカツラガン Swan goose
- Anser erythropus カリガネ Lesser white-fronted goose
- Anser fabalis  Taiga bean goose
- Anser indicus インドガン Bar-headed goose
- Anser rossii  Ross's goose
- Anser serrirostris  Tundra bean goose（A. fabalisから分割）

## 画像

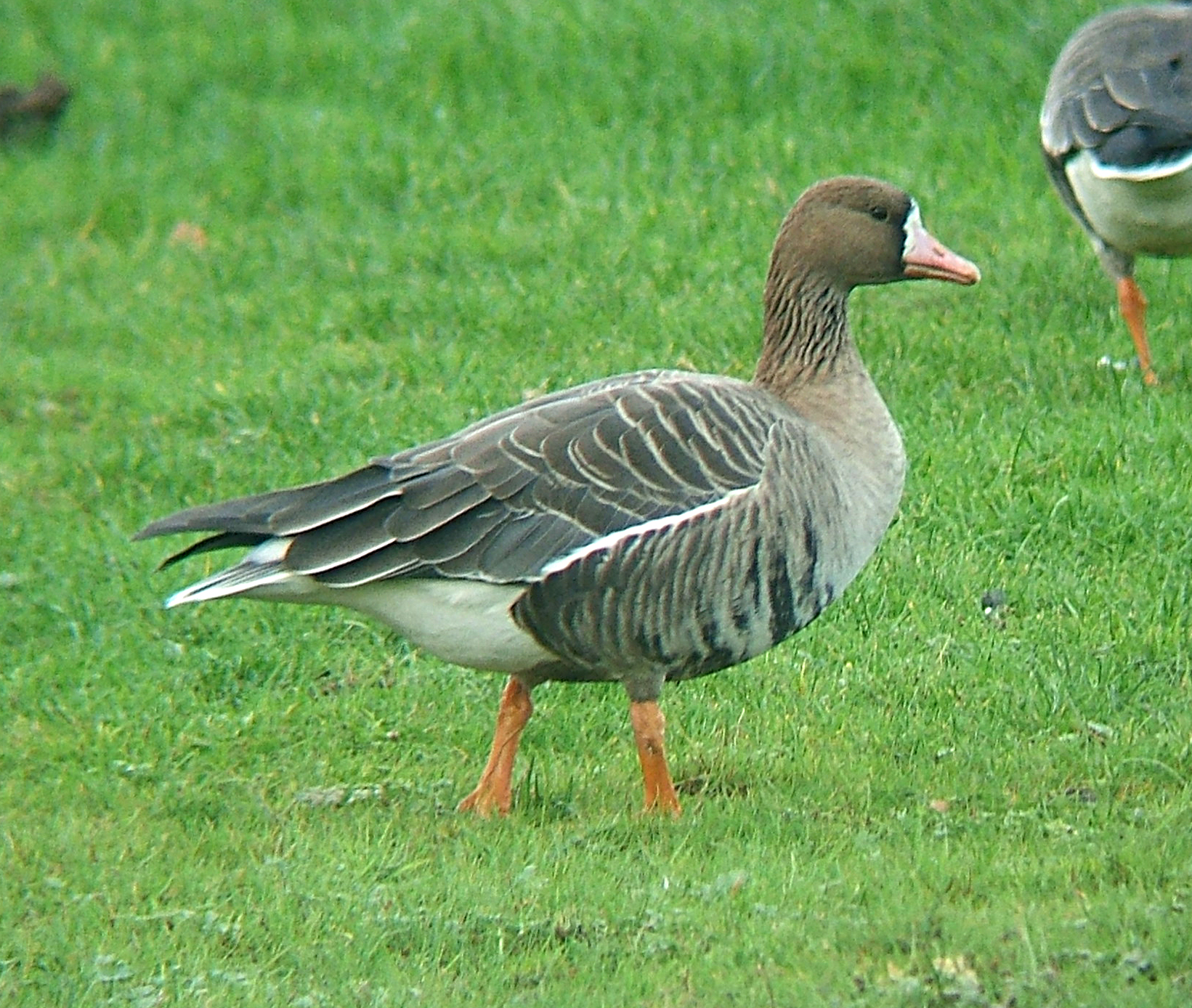
マガン A. albifrons
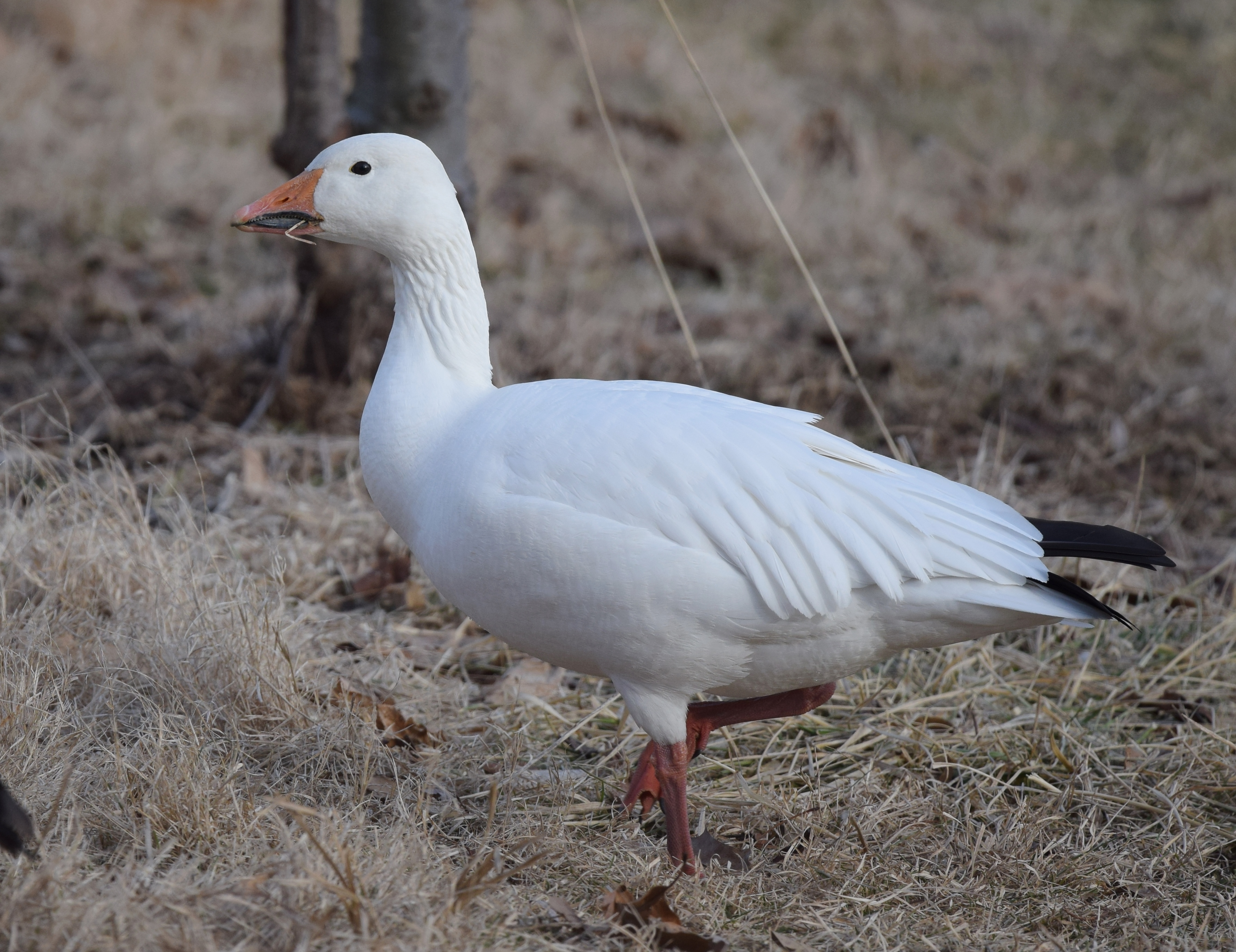
A. caerulescens
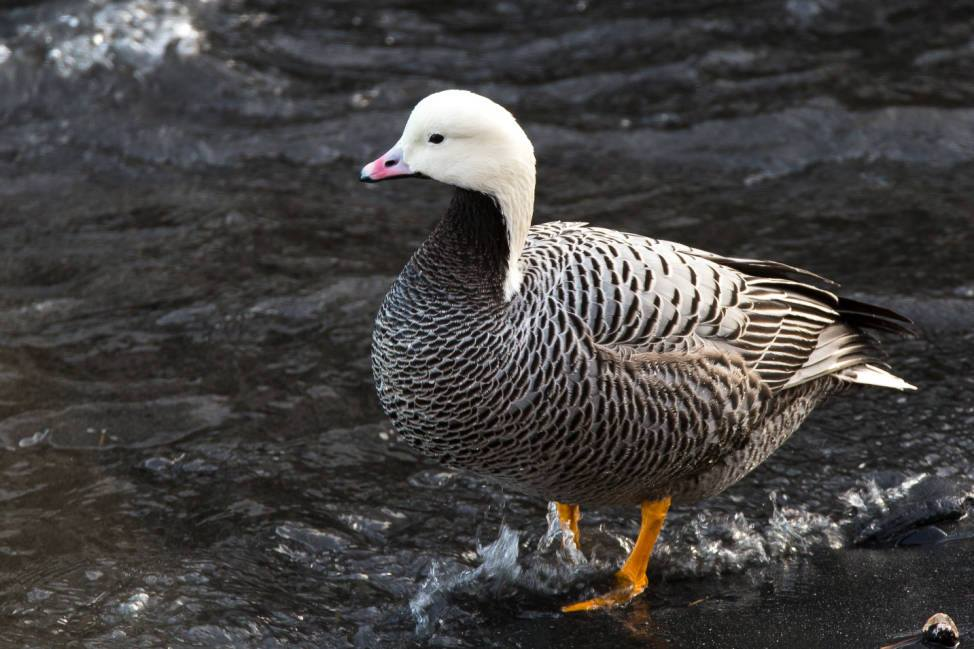
ミカドガン A. canagicus
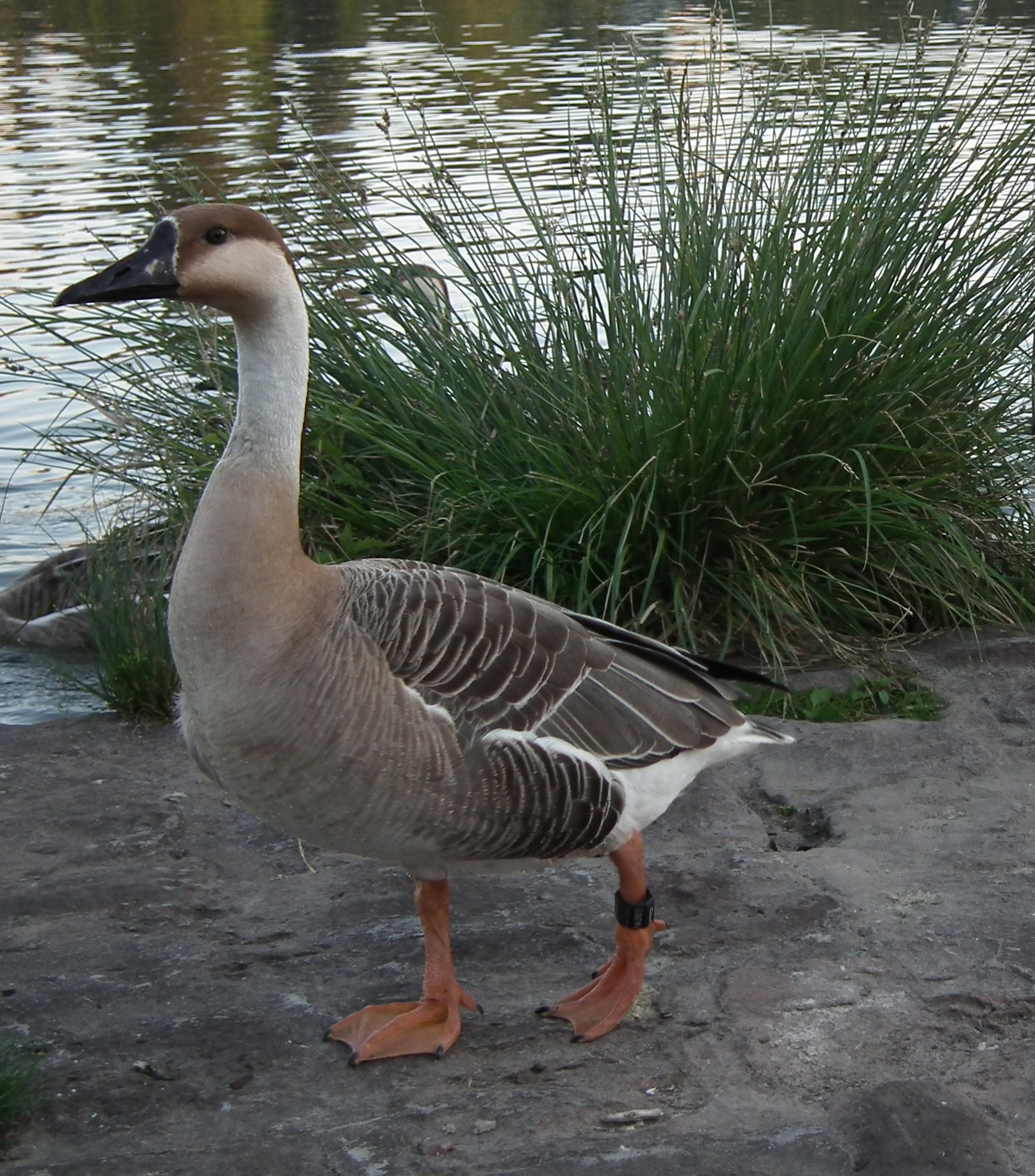
サカツラガン A. cygnoides
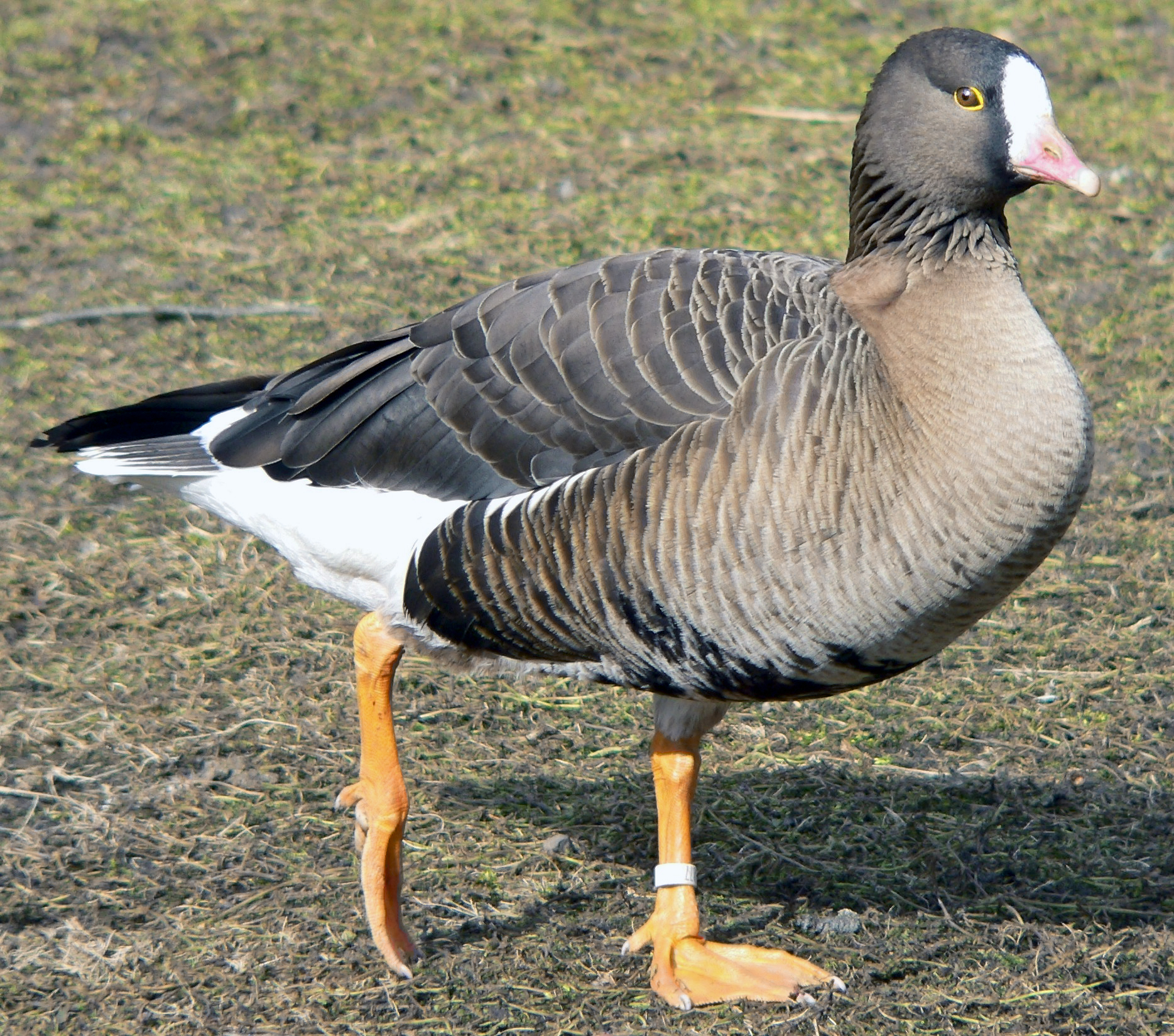
カリガネ A. erythropus
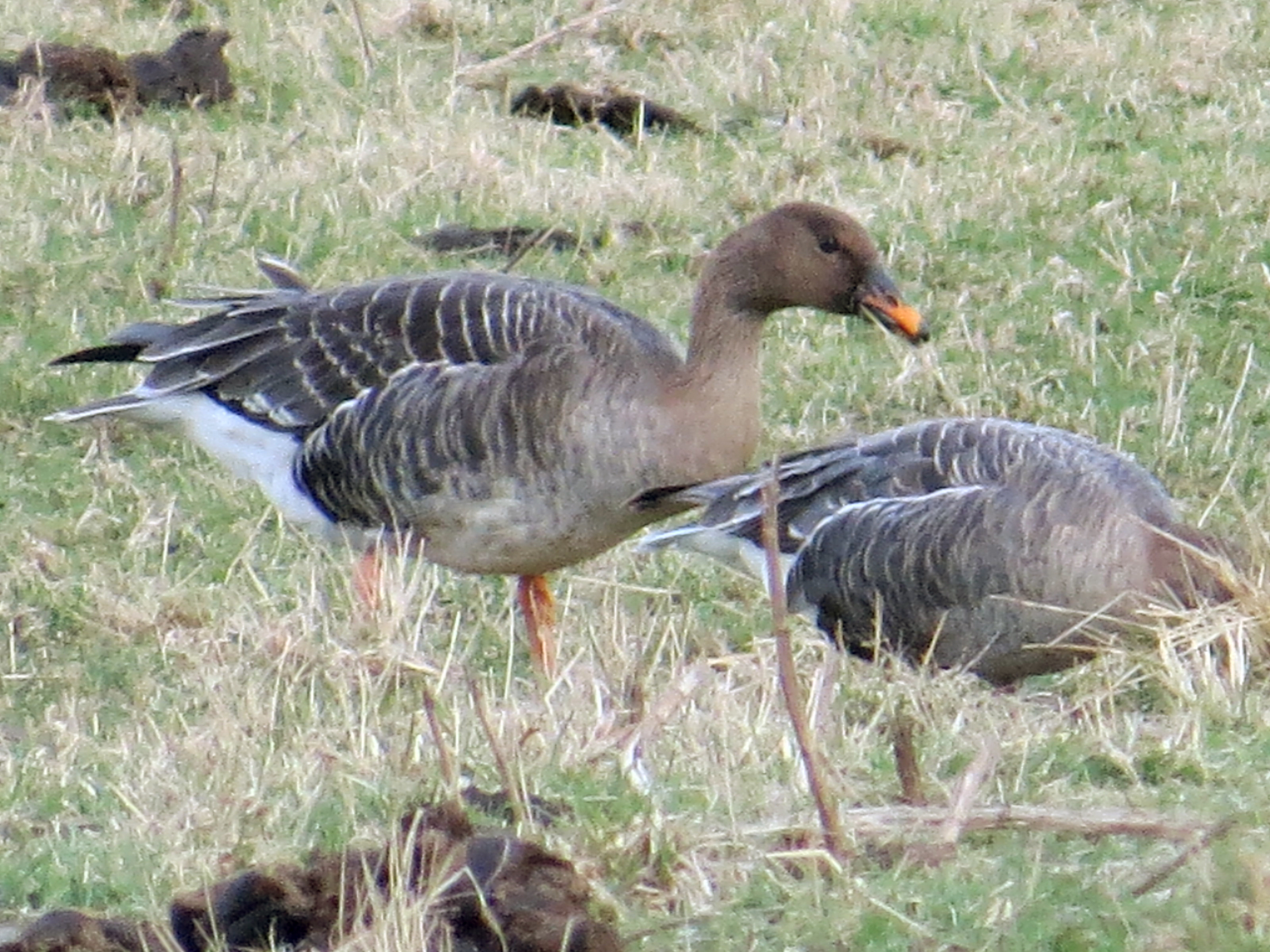
A. fabalis
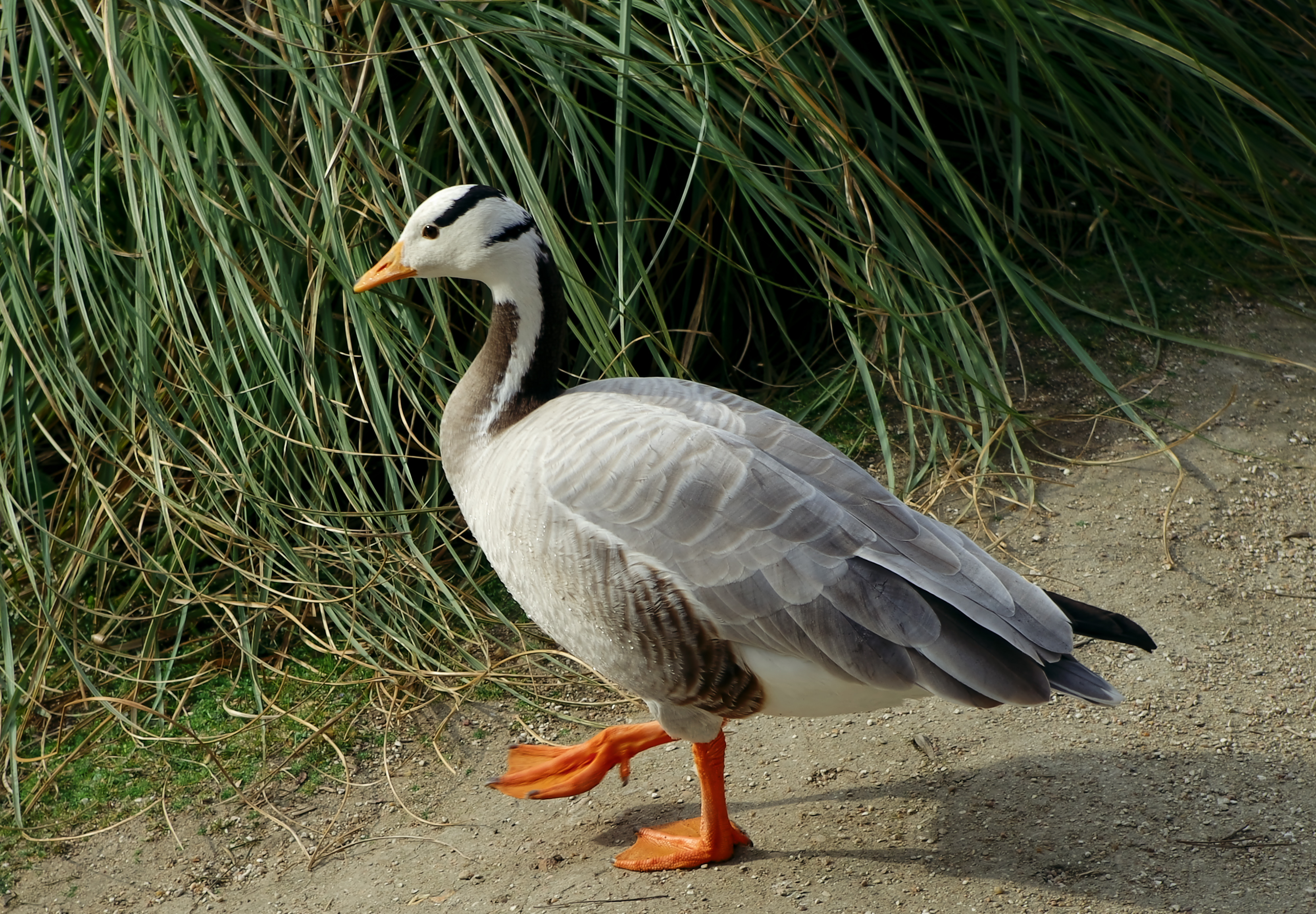
インドガン A. indicus
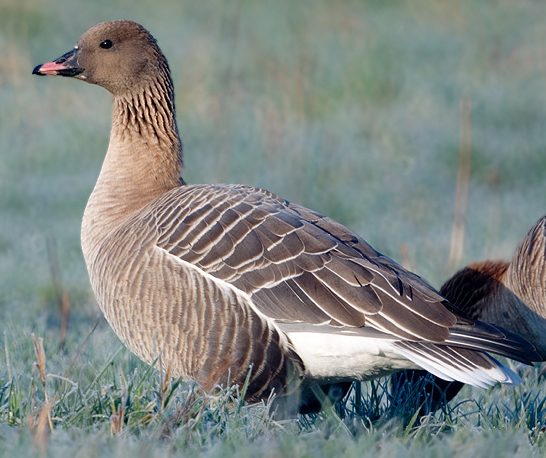
A. brachyrhynchus
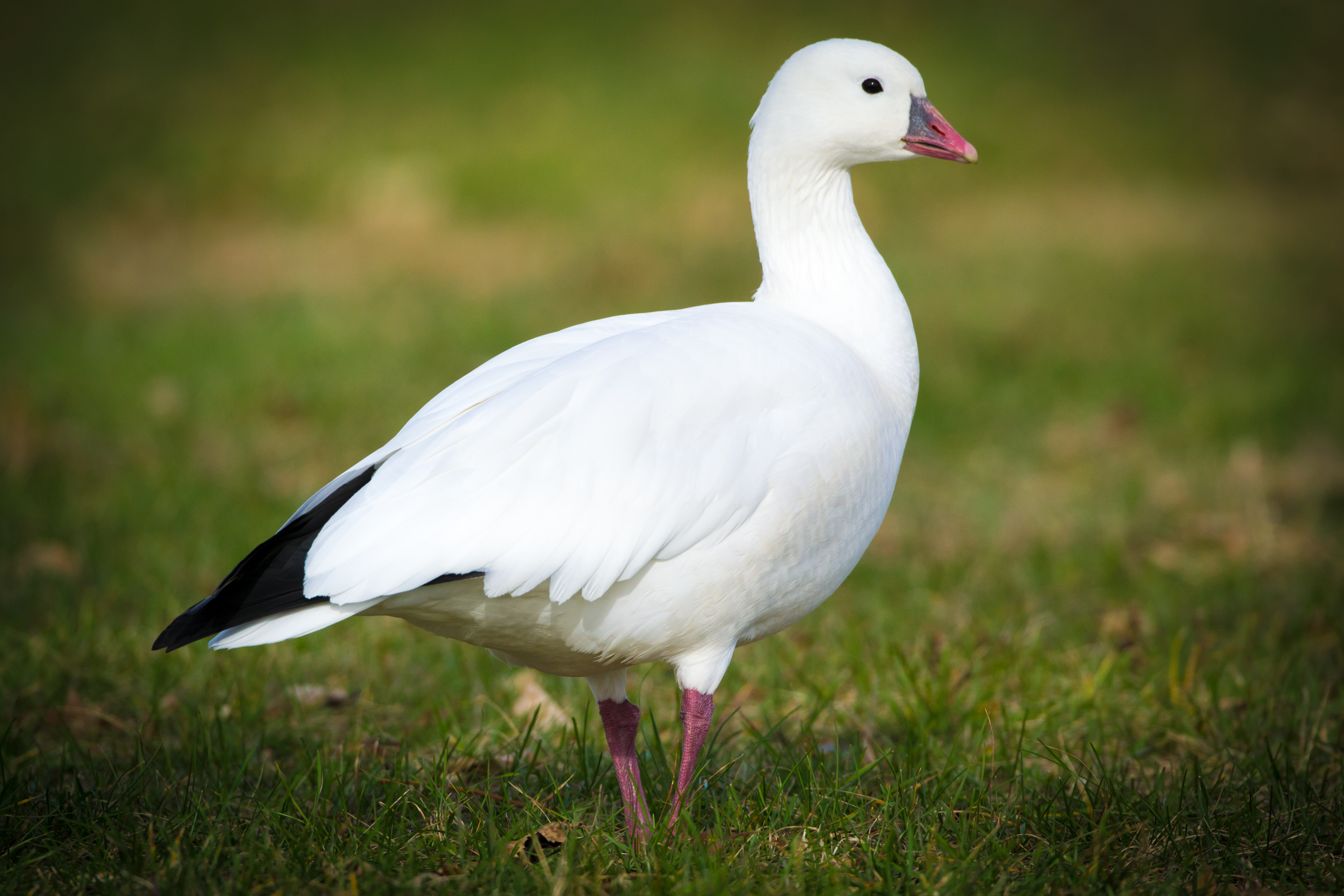
A. rossii
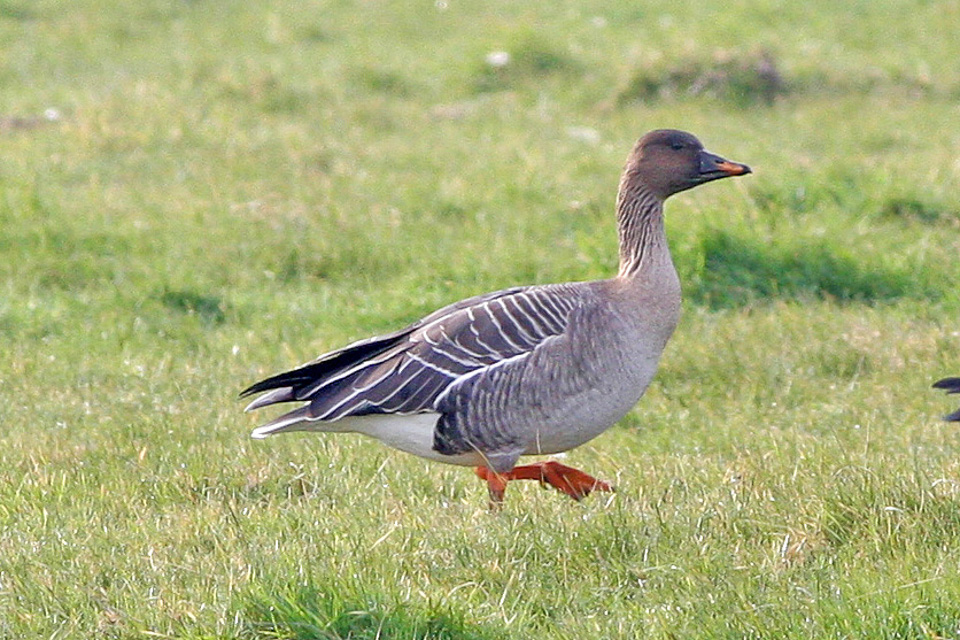
A. serirostris